# Kubbholmen (Hillerøya)
Kubbholmen est une île norvégienne dans le comté de Hordaland. Elle appartient administrativement à Austevoll.

## Géographie
Rocheuse et couverte d'arbres, à fleur d'eau, elle s'étend sur environ 50 m de longueur pour une largeur approximative de 36 m. 